# دومینیک اشمید
دومینیک اشمید (انگلیسی: Dominik Schmid؛ زادهٔ ۱۰ مارس ۱۹۹۸) بازیکن فوتبال اهل سوئیس است.
از باشگاه‌هایی که در آن بازی کرده‌است می‌توان به باشگاه فوتبال لوزان-اسپورت اشاره کرد.
وی همچنین در تیم‌های ملی فوتبال زیر ۲۱ سال سوئیس و سوئیس بازی کرده‌است.